# 後藤三知
後藤 三知（ごとう みち、1990年7月27日 - ）は、三重県鈴鹿市出身の女子サッカー選手である。マイナビ仙台レディース所属｡ ポジションはミッドフィールダー、フォワード。元鈴鹿市議会議員の後藤光雄は父。元女子サッカー選手の後藤史は姉。

## 来歴

### ユース
コーチに誘われたことでサッカーを始める。小学生時代は白子サッカー少年団でプレーしていた。
2003年に鈴鹿市立鼓ヶ浦中学校に入学。同校サッカー部に入部し、男子選手と共にプレーした。中学2年次にはU-15三重県選抜チームで背番号10を背負った。3年次の2005年には伊賀フットボールクラブくノ一の下部組織チームである伊賀FCフロイラインに入団。中出ひかりと2トップを組み、東海女子サッカーリーグや東海女子サッカー選手権 (皇后杯全日本女子サッカー選手権大会の東海地区代表決定戦) に出場し、後者では大会優勝と全日本選手権への出場を経験した。
2006年に姉を追う形で宮城県に渡り、常盤木学園高等学校に入学。サッカー部では全日本高等学校女子サッカー選手権大会や全日本女子ユース (U-18)サッカー選手権大会に出場し、2008年度には両大会で優勝を経験した。また全日本女子サッカー選手権大会にも東北地区代表として出場した。
2008年9月、早稲田大学スポーツ科学部のトップアスリート対象入学試験に合格した事が発表された。翌2009年には浦和レッドダイヤモンズ・レディースへの入団が発表された。加入初年度は15試合に出場して1得点を挙げ、同年度リーグ優勝を経験した。また2010年3月に開催された第1回日韓女子リーグチャンピオンシップ (対戦相手: 大教カンガルーズ) では2得点を挙げ、同大会最優秀選手に選出された。

### シニア
2013年、早稲田大学を卒業し、同シーズンよりキャンプテンに就任。
2014年、5年ぶりのリーグ優勝を果たし、なでしこリーグ最優秀選手賞を受賞した。
2017年1月、浦和からの退団が発表された。同年7月7日、所属先がスペイン女子サッカー1部リーグのレアル・ソシエダ・フェメニーノに決まったことが浦和から発表された。背番号は5番。同年10月1日、故郷である三重県のヴィアティン三重レディースのチームアドバイザー就任が発表された。
2018年6月6日、2017/18シーズン終了後、レアル・ソシエダを退団することがクラブから発表された。
2018年7月19日、スペイン女子サッカー2部リーグのSDエイバルへの加入がクラブから発表された。背番号は11番。2018/19シーズンを終えての個人成績は、本人の公式ブログによると、33試合中29試合に出場し11得点であったという（リーグ戦以外にカップ戦も含むと推測される）。後藤の活躍もありクラブは2部リーグを3位で終え、2019/20シーズンから新設される1部Bカテゴリーへの昇格が決まった。
2019年7月19日、スペイン女子サッカー1部リーグBカテゴリー（加入時）のコルドバCF・フェメニーノへの加入がクラブから発表された。なお、同クラブからは、2014年シーズンと2015年シーズンを浦和レッドダイヤモンズ・レディースで後藤と共に過ごし、2016年3月に渡西した千葉望愛選手の加入も発表されており、3年ぶりのチームメイトとなる。
2021年6月23日、INAC神戸レオネッサへの加入が発表され、4年半振りに日本のリーグに復帰した。
2022年6月23日、マイナビ仙台レディースへの加入が発表された。

### 代表
2007年にU-19日本代表の一員として選出され、中国にて開催されたAFC U-19女子選手権に出場した。同大会ではチームの中心選手のひとりとして、大会準優勝と2008 FIFA U-20女子ワールドカップ出場権獲得に貢献した。ワールドカップでは全4試合 (グループリーグ3試合および決勝トーナメント1回戦) に出場し、うちグループリーグでのカナダ戦で1得点を挙げた。
2008年2月にはなでしこチャレンジプロジェクトのトレーニングキャンプに選出。翌3月にはフル代表に選出され、キプロス女子カップに出場。カナダ戦に出場したが、この試合では0-3で日本は敗れている。
同年5月、2008 AFC女子アジアカップに出場する日本代表に選出され、チャイニーズタイペイ戦に先発出場し2得点を挙げた。7月には北京オリンピックに出場する日本代表に選出されたが、この時はバックアップメンバーとしての選出であり、北京への遠征には帯同しなかった。
2009年7月には再びU-19日本代表に選出されてAFC U-19女子選手権2009に出場し、同大会優勝を経験した。

## 個人成績

### クラブ
| 国内大会個人成績 | 国内大会個人成績       | 国内大会個人成績 | 国内大会個人成績     | 国内大会個人成績 | 国内大会個人成績 | 国内大会個人成績 | 国内大会個人成績 | 国内大会個人成績 | 国内大会個人成績 | 国内大会個人成績 | 国内大会個人成績 |
| 年度             | クラブ                 | 背番号           | リーグ               | リーグ戦         | リーグ戦         | リーグ杯         | リーグ杯         | オープン杯       | オープン杯       | 期間通算         | 期間通算         |
| 年度             | クラブ                 | 背番号           | リーグ               | 出場             | 得点             | 出場             | 得点             | 出場             | 得点             | 出場             | 得点             |
| 日本             | 日本                   | 日本             | 日本                 | リーグ戦         | リーグ戦         | リーグ杯         | リーグ杯         | 皇后杯           | 皇后杯           | 期間通算         | 期間通算         |
| ---------------- | ---------------------- | ---------------- | -------------------- | ---------------- | ---------------- | ---------------- | ---------------- | ---------------- | ---------------- | ---------------- | ---------------- |
| 2005             | 伊賀FCフロイライン     | 17               | -                    | -                | -                | -                | -                | 1                | 0                | 1                | 0                |
| 2006             | 常盤木高校             | 15               | -                    | -                | -                | -                | -                | 1                | 1                | 1                | 1                |
| 2007             | 常盤木高校             | 10               | -                    | -                | -                | -                | -                | 2                | 2                | 2                | 2                |
| 2008             | 常盤木高校             | 10               | -                    | -                | -                | -                | -                | 1                | 0                | 1                | 0                |
| 2009             | 浦和レッズレディース   | 17               | なでしこ Div.1       | 14               | 1                | -                | -                | 1                | 0                | 15               | 1                |
| 2010             | 浦和レッズレディース   | 17               | なでしこ             | 13               | 4                | 2                | 0                | 0                | 0                | 15               | 4                |
| 2011             | 浦和レッズレディース   | 11               | なでしこ             | 14               | 3                | -                | -                | 2                | 2                | 16               | 5                |
| 2012             | 浦和レッズレディース   | 11               | なでしこ             | 18               | 6                | 4                | 2                | 3                | 1                | 25               | 9                |
| 2013             | 浦和レッズレディース   | 11               | なでしこ             | 18               | 5                | 8                | 5                | 1                | 0                | 27               | 10               |
| 2014             | 浦和レッズレディース   | 11               | なでしこ             | 25               | 2                | -                | -                | 4                | 1                | 29               | 3                |
| 2015             | 浦和レッズレディース   | 11               | なでしこ1部          | 21               | 4                | -                | -                | 3                | 0                | 24               | 4                |
| 2016             | 浦和レッズレディース   | 11               | なでしこ1部          | 15               | 3                | 8                | 3                | 3                | 2                | 26               | 8                |
| スペイン         | スペイン               | スペイン         | スペイン             | リーグ戦         | リーグ戦         | リーグ杯         | リーグ杯         | オープン杯       | オープン杯       | 期間通算         | 期間通算         |
| 2017-18          | レアル・ソシエダ       | 5                | プリメーラ           | 10               | 1                |                  |                  |                  |                  | 10               | 1                |
| 2018-19          | SDエイバル             |                  | セグンダ             |                  |                  |                  |                  |                  |                  |                  |                  |
| 2019-20          | コルドバCF             |                  | レト・イベルドローラ |                  |                  |                  |                  |                  |                  |                  |                  |
| 2020-21          | コルドバCF             |                  | レト・イベルドローラ |                  |                  |                  |                  |                  |                  |                  |                  |
| アラマCFエルポソ |                        |                  | レト・イベルドローラ |                  |                  |                  |                  |                  |                  |                  |                  |
| 日本             | 日本                   | 日本             | 日本                 | リーグ戦         | リーグ戦         | リーグ杯         | リーグ杯         | 皇后杯           | 皇后杯           | 期間通算         | 期間通算         |
| 2021-22          | INAC神戸レオネッサ     | 30               | WE                   | 0                | 0                | -                | -                | 0                | 0                | 0                | 0                |
| 2022-23          | マイナビ仙台レディース | 11               | WE                   | 6                | 0                | 3                | 0                | 1                | 0                | 10               | 0                |
| 2023-24          | マイナビ仙台レディース | 11               | WE                   | 12               | 0                | 0                | 0                | 0                | 0                | 12               | 0                |
| 2024-25          | マイナビ仙台レディース | 11               | WE                   |                  |                  | 1                | 0                | 0                | 0                | 1                | 0                |
| 通算             | 日本                   | 日本             | 1部                  | 156              | 28               | 26               | 10               | 18               | 6                | 200              | 44               |
| 通算             | 日本                   | 日本             | その他               | -                | -                | -                | -                | 5                | 3                | 5                | 3                |
| 通算             | スペイン               | スペイン         | 1部                  | 10               | 1                |                  |                  |                  |                  | 10               | 1                |
| 通算             | スペイン               | スペイン         | 2部                  |                  |                  |                  |                  |                  |                  |                  |                  |
| 総通算           | 総通算                 | 総通算           | 総通算               | 166              | 29               | 26               | 10               | 23               | 9                | 215              | 48               |

- 日本女子サッカーリーグ
  - 初出場 - 2009年4月11日 なでしこリーグ 第1節 アルビレックス新潟レディース戦 (さいたま市浦和駒場スタジアム)
  - 初得点 - 2009年4月11日 なでしこリーグ 第1節 アルビレックス新潟レディース戦 (さいたま市浦和駒場スタジアム)

- WEリーグ
  - 初出場 - 2022年10月22日 第1節 ちふれASエルフェン埼玉戦 (ユアテックスタジアム仙台)[26]

その他の国際公式戦
- 2010年
  - 日韓女子リーグチャンピオンシップ 2試合1得点
- 2014年
  - 国際女子サッカークラブ選手権2014 3試合1得点

### 代表
- 2008年3月7日 - 日本女子代表初出場 -  カナダ戦 (キプロス・カップ2008)
- 2008年5月31日 - 日本女子代表初得点 -  チャイニーズタイペイ戦 (2008 AFC女子アジアカップ)

#### 主な選出歴
- U-19日本女子代表
  - AFC U-19女子選手権2007
  - AFC U-19女子選手権2009
- U-20日本女子代表
  - 2008 FIFA U-20女子ワールドカップ
  - 2010 FIFA U-20女子ワールドカップ
- 日本女子代表(なでしこジャパン)
  - 2008 AFC女子アジアカップ
  - 2014 AFC女子アジアカップ

#### 試合数
| 日本代表 | 国際Aマッチ | 国際Aマッチ |
| 年       | 出場        | 得点        |
| -------- | ----------- | ----------- |
| 2008     | 2           | 2           |
| 2013     | 1           | 0           |
| 2014     | 4           | 0           |
| 通算     | 7           | 2           |

#### 出場試合
| #  | 開催日         | 開催都市         | スタジアム               | 対戦国               | 結果   | 監督       | 大会                        | 出典   |
| -- | -------------- | ---------------- | ------------------------ | -------------------- | ------ | ---------- | --------------------------- | ------ |
| 1. | 2008年03月07日 | ラルナカ         |                          | カナダ               | ●0-3   | 佐々木則夫 | キプロスカップ              |        |
| 2. | 2008年5月31日  | ホーチミン       | トンニャット・スタジアム | チャイニーズタイペイ | ○ 11-0 |            | 2008 AFC女子アジアカップ    |        |
| 3. | 2013年9月26日  | 千葉             | フクダ電子アリーナ       | ナイジェリア         | ○ 2-0  | 佐々木則夫 | 国際親善試合                | [ 27 ] |
| 4. | 2014年5月8日   | 大阪             | キンチョウスタジアム     | ニュージーランド     | ○ 2-1  | 佐々木則夫 | なでしこジャパンWORLD MATCH | [ 28 ] |
| 5. | 2014年5月14日  | ホーチミン       | トンニャット・スタジアム | オーストラリア       | △ 2-2  | 佐々木則夫 | 2014 AFC女子アジアカップ    | [ 29 ] |
| 6. | 2014年5月18日  | トゥーザウモット | ビンズオン・スタジアム   | ヨルダン             | ○ 7-0  | 佐々木則夫 | 2014 AFC女子アジアカップ    | [ 30 ] |
| 7. | 2014年5月25日  | ホーチミン       | トンニャット・スタジアム | オーストラリア       | ○ 1-0  | 佐々木則夫 | 2014 AFC女子アジアカップ    | [ 31 ] |

#### ゴール
| #  | 開催日        | 開催都市   | スタジアム               | 対戦国               | 結果   | 監督       | 大会                     | 出典 |
| -- | ------------- | ---------- | ------------------------ | -------------------- | ------ | ---------- | ------------------------ | ---- |
| 1. | 2008年5月31日 | ホーチミン | トンニャット・スタジアム | チャイニーズタイペイ | ○ 11-0 | 佐々木則夫 | 2008 AFC女子アジアカップ |      |
| 2. | 2008年5月31日 | ホーチミン | トンニャット・スタジアム | チャイニーズタイペイ | ○ 11-0 | 佐々木則夫 | 2008 AFC女子アジアカップ |      |

## タイトル

### クラブ
- 常盤木学園高等学校サッカー部
  - 全日本高等学校女子サッカー選手権優勝: 1回 (2008)
  - 全日本女子ユース (U-18)サッカー選手権大会優勝: 3回 (2006, 2007, 2008)

- 浦和レッドダイヤモンズ・レディース
  - 日本女子サッカーリーグ: 2回 (2009, 2014)
- INAC神戸レオネッサ
  - WEリーグ: 1回 (2021-22)

### 代表
- U-19日本女子代表
  - AFC U-19女子選手権優勝: 1回 (2009)

- 日本女子代表(なでしこジャパン)
  - AFC女子アジアカップ優勝: 1回 (2014)

### 個人
- 日本女子サッカーリーグ
  - 最優秀選手賞 (MVP): 1回 (2014)